# Be Incorporated
Be, Incorporated was het bedrijf dat het BeOS besturingssysteem en de BeBox computer ontwikkelde. Het bedrijf werd opgericht door Jean-Lous Gassée in 1990 met het geld van vrienden in de industrie, waaronder de befaamde Seymour Cray. Het doel was een nieuw besturingssysteem te ontwikkelen, volledig in C++ op een eigen hardwareplatform.
Het besturingssysteem werd later geporteerd naar Apples PowerPC Apple Macintosh-systemen, ondanks het verzet van Apple, omwille van de hulp voor de hardware van Power Computing. In 1998 werd het systeem geporteerd naar de Intel x86-architectuur, en de ondersteuning voor PowerPC werd verminderd, en uiteindelijk gestopt na BeOS R5.

## Belangrijke verwezenlijkingen
Final Scratch, een dj-muzieksysteem dat speciale platen gebruikte op gewone draaitafels, om met digitale muziekbestanden te werken werd voor het eerst uitgebracht op BeOS.
De BeBox, met zijn kenmerkende stroken met lichtjes aan de voorkant die de belasting van elke CPU toonden, en de gecombineerd analoge/digitale, 37-pins GeekPort, is een erg gewenst collector's item geworden.

## Mogelijke overnamen
Toen Apple op zoek was naar een nieuw besturingssysteem om hun ouder wordend Mac OS te vervangen, waren de twee laatste kanshebbers BeOS en NeXTSTEP. Uiteindelijk ging de deal naar NeXT omwille van de overtuigende invloed van Steve Jobs en de incomplete toestand van het BeOS-product, dat toen kritiek kreeg omdat opties, zoals printmogelijkheden, ontbraken.

## Einde van de activiteiten
Uiteindelijk werd het bedrijf overgenomen door Palm, Inc. in 2001 voor 11 miljoen Amerikaanse dollar, waarop het bedrijf ontbonden zou worden. Het bedrijf begon dan een proces tegen Microsoft omwille van concurrentievervalsing, meer bepaald het verhinderen van OEM's om dual-bootsystemen, die zowel Microsoft- als niet-Microsoft-besturingssystemen bevatten, mogelijk te maken.
De rechtszaak werd beslist in september 2003 met een uitbetaling van 23,25 miljoen dollar aan Be, Inc.
Naast BeOS produceerde Be ook BeIA, een weinig belovend besturingssysteem voor internettoestellen. Het werd tijdens zijn korte bestaan echter commercieel gebruikt door onder andere Sony en DT Research.
Be's kantoren bevonden zich in Menlo Park, Californië; er waren ook regionale verkoopafdelingen in Frankrijk en Japan. Het bedrijf werd echter verhuisd naar Mountain View in Californië tijdens zijn ontbinding.

## Oorsprong van de naam
Volgens verschillende bronnen, waaronder Macworld UK, kent de bedrijfsnaam "Be" zijn oorsprong in een gesprek tussen Gassée en medeoprichter van Be Steve Sakoman. Gassée vond eerst dat het bedrijf "United Technoids Inc." genoemd moest worden, maar Sakoman ging niet akkoord en zei dat hij in het woordenboek een betere naam zou zoeken. Enkele dagen later, toen Gassée vroeg of hij vooruitgang had geboekt, antwoord Sakoman dat hij het moe was en was gestopt bij "B", waarop Gassée antwoordde, "Be is prima".